# Josep Borràs i Farrés
Josep Borràs i Farrés   (Esparreguera, 11 de novembre de 1929 - Esparreguera, 5 d'abril de 2020), anomenat de forma comú ‘El Tutu’, va ser organista de l’església d’Esparreguera durant gairebé 70 anys i compositor de la música de La Passió d’Esparreguera, així com infinitat de caramelles, sardanes, sarsueles, música per a coral i música religiosa.

## Biografia
Josep Borràs i Farrés va néixer a Esparreguera l'11 de Novembre de 1929. Durant tota la seva vida va estar molt relacionat amb el món artístic i musical tot i que no va ser més que una afició, ja que professionalment va ser forner i durant 22 anys va ser Jutge de Pau d'Esparreguera. Tot i això, gran part de la seva vida va estar molt dedicada al teatre, música i cultura esparreguerina.
Va ser fundador de l’Orfeó Gorgonçana al 1950, un cor que va consolidar les bases en l’àmbit coral i la cohesió en diferents sectors d’Esparreguera.
L’any 1976 va estrenar la música de La passió d’Esparreguera, escrita expressament per l’espectacle. En aquesta entitat va col·laborar com a president, director escènic i musical, a més de com a músic i actor. També va participar al Patronat Parroquial , sent part de la companyia d'actors, i al Teatret. Ha dirigit nombroses obres de teatre a través de la fundació Lola Lizaran des que va començar l’any 2004.

## Obres[2]
| Títol                    | Tipus                              | Any de publicación |
| ------------------------ | ---------------------------------- | ------------------ |
| Amics, escolteu          | Sardana per a veu, solista i piano |                    |
| Bella pasqua d'Abril     | Sardana per a cor a capella        |                    |
| Cantem, companys, cantem | Sardana per a veu, solista i piano |                    |
| Galant Esparreguera      | Sardana per a cor i cobla          | 1985               |
| Joia d'Esparreguera      | Sardana per a cor a capella        |                    |
| Laia, La                 | Sardana per a veu, solista i piano |                    |
| Pubilla esparreguerina   | Sardana per a cor i cobla          | 2006               |
| Som aquí!                | Sardana per a veu, solista i piano |                    |